# یواس‌اس – (پی‌اف-۲۱)
یواس‌اس – (پی‌اف-۲۱) (به انگلیسی: USS Bayonne (PF-21)) یک کشتی بود که طول آن ۳۰۳ فوت ۱۱ اینچ (۹۲٫۶۳ متر) بود. این کشتی در سال ۱۹۴۳ ساخته شد.